# 朱尚烈
永興懿簡王朱尚烈（1384年9月29日—1417年2月22日），明朝秦藩第一代永興王，秦愍王朱樉次子。母次妃邓氏。朱元璋孙，邓愈外孙。

## 生平
洪武十七年九月己酉（1384年9月29日）生，母次妃邓氏。六岁时，被祖父明太祖朱元璋召到京城南京，在皇宫中抚养。永樂元年（1403年）二月十八日，册封永興王。封地在巩昌府。兄长秦王朱尚炳請留西安，以敦同氣。
永樂十五年正月癸亥（1417年2月22日），永兴王朱尚烈逝世，諡號懿簡。享年三十四歲，在位十五年。由其子朱志墣承襲永興王。

## 家庭

### 妻妾
- 高氏，兵馬指揮高志女，永樂元年（1403年）二月冊為永興王妃[3]。
- 马氏，昭信校尉馬公女，洪武壬戌十月十一日（1382年11月9日）生，冊為永興王夫人，生朱志墣[4]，朱志埁，正統丙寅五月初七日（1446年6月1日）逝世[5]。

### 子孫
- 庶長子：永興恭憲王朱志墣
- 庶第二子：鎮國將軍朱志埁（15世紀—1440年11月22日）[6]，永樂二十年（1422年）封鎮國將軍[7]。
  - 庶長子：輔國將軍朱公錡，正統五年（1440年）九月賜名[8]，正統十年（1445年）賜誥命冠服[9]
    - 長子：朱誠溫，景泰三年（1452年）九月賜名[10]
    - 嫡子：奉國將軍朱誠洁，景泰四年（1453年）六月賜名[11]
      - 庶長子：鎮國中尉朱秉柯，弘治元年（1488年）四月賜名[12]，弘治十三年（1500年）賜誥命冠服[13]，弘治十四年（1501年）四月已故。生母駱氏[14]
      - 庶次子：朱秉椼，弘治三年（1490年）十一月賜名[15]
      - 庶三子：鎮國中尉朱秉檼，弘治六年（1493年）七月賜名[16]，弘治十三年（1500年）授誥命冠服[17]

    - 子：朱誠𤃅[18]
    - 嫡子：朱誠㳖，天順三年（1459年）六月賜名[19]

  - 庶次子：輔國將軍→庶人→輔國將軍朱公鈴，正統五年（1440年）九月賜名[8]，正統十年（1445年）賜誥命冠服[9]，因罪降爲庶人，成化二年（1466年）因永興昭僖王朱公鉐上奏求情，得復原爵[20]
    - 嫡子：朱誠漳，景泰五年（1454年）四月賜名[21]
    - 庶子：朱誠湘，成化二十二年（1486年）七月賜名[22]

  - 庶三子：輔國將軍→庶人→輔國將軍朱公鎧（1436年7月10日—1478年2月5日），正統五年（1440年）九月賜名[8]，正統十年（1445年）賜誥命冠服[9]，因罪降爲庶人，成化二年（1466年）因永興昭僖王朱公鉐上奏求情，得復原爵[20]。妻徐氏（1436年3月24日—1484年9月20日），是西安右護衛百戶徐泰的長女[23]
    - 嫡長子：奉國將軍朱誠潯，娶張氏，是秦府番理張正憲的次女，封淑人[23]。弘治七年（1494年），因縱容其妻虐害使婢，並搒烙婢之母致死，革去半年祿米[24]。弘治十七年（1504年），秦簡王妃廖氏上奏，稱朱誠潯曾與其子朱秉椵穿褻衣戴小帽，率無籍之徒入西安府倉，毆打監倉府同知郁敬修等，迫令其預支祿米[25]。
      - 長子：鎮國中尉朱秉根[23]
      - 次子：鎮國中尉朱秉櫻[23]
      - 第三子：鎮國中尉朱秉柅[23]
      - 嫡六子：鎮國中尉[25]朱秉椵，弘治元年（1488年）四月賜名[12]
      - 嫡七子：朱秉㯷，弘治四年（1491年）三月賜名[26]
      - 嫡八子：朱秉𣟳，弘治十八年（1505年）二月賜名[27]
      - 第一女：朱氏，幼未封[23]
      - 第二女：朱氏，幼未封[23]

    - 第一女：義川縣君，儀賓施漳[23]
    - 第二女：杜陵縣君，儀賓鄧潔[23]

  - 女：盩厔郡君，儀賓吳理，景泰四年賜誥命冠服[28]
  - 四世孫：輔國中尉→庶人朱惟熇，嘉靖二十二年（1543年）因殺人抗旨，廢爲庶人，發往高墻禁住[29]
  - 四世孫：輔國中尉朱惟？，號南軒[30]
    - 次子：奉國中尉朱懷？，號近池。配劉氏（1542年11月17日—1580年10月23日），是劉梧與李氏的女兒，四川成都府學教授劉汝麒的孫女[30]
      - 長子：奉國中尉朱敬錆，配張氏，是咸寧商人張大恩的女兒，封安人，卒。繼配郭氏，咸寧隱士郭應時長女[30]
      - 次子：奉國中尉朱敬鐩，配劉氏，咸寧巨族劉英長女，封安人[30]
        - 長子：朱某，未名[30]

      - 第三子：朱敬鎊，未封早殤[30]